# Tout l'Univers (chanson de Gjon's Tears)
Pour l’article homonyme, voir Tout l'Univers.
Chansons représentant la Suisse au Concours Eurovision de la chanson
Répondez-moi
(2020) Boys Do Cry
(2022)
Singles de Gjon's Tears
Répondez-moi
(2020)
Clip vidéo
[vidéo] « Tout l'univers », sur YouTube
Tout l'Univers est une chanson du chanteur suisse Gjon's Tears, sortie dans sa version actuelle le 10 mars 2021. Cette chanson représente la Suisse lors du Concours Eurovision de la chanson 2021 qui prend place à Rotterdam, aux Pays-Bas.

## Concours Eurovision de la chanson 2021

### Sélection interne
À la suite de l'annulation du Concours Eurovision de la chanson 2020 à cause de la Pandémie de Covid-19, le radiodifuseur suisse SRF annonce que Gjon sera à nouveau le représentant de la Suisse pour l'édition suivante, en 2021.

### À l'Eurovision
La répartition des pays participants aux demi-finales reste la même que celle décidée en 2020. La chanson sera donc interprétée lors de la deuxième demi-finale, le 20 mai 2021. La chanson sera de nouveau interprétée lors de la finale du 22 mai 2021, se classant 3e du concours.

## Classements
| Classement (2021)                      | Meilleure position |
| -------------------------------------- | ------------------ |
| Allemagne (GfK Entertainment)          | 86                 |
| Autriche (Ö3 Austria Top 40)           | 68                 |
| Belgique (Flandre Ultratop 50 Singles) | 50                 |
| Finlande (Suomen virallinen lista)     | 5                  |
| Grèce (IFPI)                           | 27                 |
| Irlande (IRMA)                         | 52                 |
| Islande (Tónlistinn)                   | 13                 |
| Lituanie (AGATA)                       | 9                  |
| Norvège (VG-lista)                     | 36                 |
| Pays-Bas (Single Top 100)              | 16                 |
| Portugal (AFP)                         | 118                |
| Royaume-Uni (UK Singles Chart)         | 93                 |
| Suède (Sverigetopplistan)              | 21                 |
| Suisse (Schweizer Hitparade)           | 1                  |

## Historique de sortie
| Pays   | Date         | Format(s)                    | Label                  | Réf.   |
| ------ | ------------ | ---------------------------- | ---------------------- | ------ |
| Divers | 10 mars 2021 | - Téléchargement - streaming | - Jo & Co - Sony Music | [ 16 ] |